# Pieter van der Meer de Walcheren
Jhr. Petrus (Pieter) Balthazar Albertus van der Meer de Walcheren (Utrecht, 10 september 1880 – Breda, 16 december 1970) was een Nederlandse dichter en schrijver, die monnik en pater werd. 

## Levensloop
Hij was van huis uit remonstrants en na een socialistische periode, ging Vander Meer, lid van de familie Van der Meer de Walcheren, in 1911 onder invloed van de katholieke Franse schrijver Léon Bloy over tot de Rooms-Katholieke Kerk en oefende hij een grote invloed uit op de generatie van jonge katholieke Nederlandse schrijvers in het interbellum zoals Jan Engelman, Anton van Duinkerken, Albert Kuyle, Albert Helman, Gerard Wijdeveld en Godfried Bomans.
Hij was van 1921 - 1924 redacteur van De Nieuwe Eeuw. In 1924 werd hij hoofdredacteur van Opgang. Hij heeft een grote hand gehad in de oprichting van de literaire tijdschriften Roeping en De Gemeenschap.
In 1913 start een reeks gepubliceerde Dagboeken, waarin hij zijn levensverhaal nauwgezet heeft neergeschreven. Na de dood van Bloy en hun eigen jongste zoontje Janneke-Frans in 1917 vestigen Pieter en zijn vrouw Christine Verbrugghe (1875-1953) zich in Oosterhout, waar hun verbindingen met de abdijen van Benedictijnen en Benedictinessen later een belangrijke rol gaan spelen. 
In 1929 werd hij literair directeur van het filiaal van de Uitgeverij Desclée de Brouwer en vestigde hij zich in Parijs. Na de dood van hun oudste zoon, de Benedictijn Pierre, in 1933, 29 jaar oud, besluiten Pieter en zijn vrouw in 1933 beiden 'zijn plaats' in te nemen en in het klooster te treden - hij in Oosterhout, zij in de Abbaye Sainte-Cécile in Solesmes (Fr). Maar ze kwamen in 1936 op dit enigszins onbezonnen besluit terug. Christine, 'Sœur Roseline', kon niet aarden in het strenge klooster van Solesmes en voor Pieter was de gedachte aan zijn zielsongelukkige vrouw zo ver weg al even ondraaglijk.
Na een periode in Parijs vestigen ze zich in 1939 weer in Nederland, eerst in Bilthoven, later in Breda. Twee weken na de dood van zijn vrouw op 26 december 1953 trad Pieter van der Meer de Walcheren opnieuw als monnik in de Sint-Paulusabdij van Oosterhout, waar hij, 76 jaar oud inmiddels, in 1956 tot priester werd gewijd. 
Zijn biograaf Albert Helman typeerde hem als "een pelgrim naar het Absolute". Zijn laatste jaren - in de tachtig inmiddels - werden gekenmerkt door een hang naar een kloosterleven in moderne stijl, zoals hij ook in zijn vroege jeugd een revolutionair was geweest. Zijn enige dochter Anne-Marie (10/11/1912 - 4/01/1976), benedictines (Mère Xristine) ook in Oosterhout en kunstschilderes, maar intussen buiten het klooster levend, was met hem daarin een van geest en nog radicaler.
Onder zijn vele bon mots wordt gerekend: echte liefde is geen Coca-Cola, echte liefde is een Beaujolais.

## Werken
- 1903 Jong leven, roman.
- 1904 Van Licht en Duisternis, roman.
- 1905 Levens van Leed, studies en schetsen.
- 1906 Het Geheime, vreemde verhalen.
- 1907 De Jacht naar Geluk, roman.
- 1911 Uit Italië: reisindrukken, reisverslag.
- 1913 Mijn Dagboek.
- 1919 Van het verborgene Leven, roman.
- 1922 De heilige Benedictus, hagiografie.
- 1924 Branding, opstellen.
- 1929 Het Witte Paradijs, bij de kartuizers.
- 1940 Wereldgeschiedenis en Christelijke moraal, beschouwingen.
- 1940 Menschen en God I, dagboek.
- 1946 Menschen en God II, dagboek.
- 1950 Klein Dagboek.
- 1951 Gods uur.
- 1951 Het Grote Avontuur.
- 1955 Benedictijnen, brochure.
- 1956 Het Beste Deel, brochure.
- 1957 Mijne Vrienden, gedenkboek.
- 1961 Alles is Liefde.
- 1963 Dagboek 4 en 5.
- 1964 Vier parabels.
- 1965 Dagboek 6.
- 1969 Maak alles nieuw.